# 高元简
高元简（？—？），渤海蓨（今河北景县）人，北齐假黄钺、太师、太尉公、兰陵忠武王高长恭的孙子。
1996年冬，洛阳龙门石窟研究所研究员王振国在龙门石窟万佛洞调查时发现一座地藏菩萨和观音菩萨的像龛，位于万佛洞主室前壁右上方窟门右上角，像龛距地面4.3米，龛下壁造像题记宽19厘米，高18厘米，楷书7行，记47字，全文为
-{
| 大唐永隆二年岁 次辛巳五月己巳朔 十五日癸未兰陵王 孙高元简奉为亡 妣赵敬造地藏菩 萨观音菩萨各一躯 供养 |

}-
意思是唐朝永隆二年岁次辛巳五月已巳朔十五日癸未（681年6月6日），高元简为去世的母亲赵氏恭敬地建造了地藏菩萨、观音菩萨各一座以作供养。